# جیپ دی‌جی
جیپ دی‌جی (به انگلیسی: Jeep DJ) خودرویی است که در سال‌های ۱۹۵۵ تا ۱۹۸۴ توسط شرکت جیپ تولید شده‌است. سیستم جعبه‌دندهٔ آن به دو صورت خودکار و دستی است. از این جیپ به طور گسترده در سرویس‌دهی در اداره پست آمریکا استفاده می‌شده است.